# Скорило
Скорило — король Дакії, за часів правління імператора Октавіана (27 р. до н. е. - 14 р. н. е.), батько короля Дакії Децебала.

## Життєпис
Римський історик Йордан перераховує низку правителів Дакії до Децебала, і розміщуючи правителя Скорило до правління Дураца, який передував Децебалу. Вважається, що Скорило очолював Дакії протягом тривалого 40-річного правління. Він був попередником, і можливо, братом Дураца-Діурпанея. Був батьком Децебала. За його часів даки хотіли напасти на Римську імперію, що роздиралася міжусобними війнами після смерті імператора Октавіана, але Скорило переконав їх не вступита у війну. У присутності війська він наставив на бій двох собак, які символізували два римські табори у громадянській війні, а потім показав їм вовка, який символізував даків. Собаки покинули сварку між собою і накинулися на вовка. Таким чином він зумів довести дакам, що якщо вони нападуть на римлян, то ті перестануть воювати один з одним, і більше того, вони об'єднаються проти зовнішнього ворога. 
Дакійський правитель (dux Dacorum) на ім'я Скорило також згадується Фронтіно , який каже, що він був при владі під час періоду заворушень у Римі. Зі свідчень і посилань на дакійських королів в інших місцях можна припустити, що Скорило, ймовірно, правив з 30-х чи 40-х років н.е. до 69-70 років н.е.
В той час даки регулярно здійснювали набіги на римські території в Мезії. Імператори Тіберій і Калігула вирішили цю проблему, виплачуючи дакам гроші за ненапад у вигляді щорічних субсидій. Ця політика, здається, збіглася з правлінням Скоріло. Брат Скорило, очевидно, деякий час перебував у полоні в Римі, але був звільнений в обмін на обіцянку, що даки не будуть втручатися в нестабільну політику Риму. 
Під час правління Нерона війська були відведені від дакійського кордону, що залишило імперію вразливою. Коли Нерона було повалено в 69 році, імперія була занурена в безлад у рік чотирьох імператорів. Даки, мабуть, спробували скористатися ситуацією, щоб почати вторгнення в Мезію в союзі з сарматами і роксоланами. Вторгнення було невчасним. Ліциній Муціан, прихильник Веспасіана, просувався з армією через Мезію до Риму, щоб повалити Вітеллія. Даки несподівано зіткнулися з його військами і були відкинуті, зазнавши великої поразки. 
Скорило помер приблизно в цей час, можливо, під час військової кампанії, близько 70 року.